# Famille Clary-Aldringen
Cette page explique l’histoire ou répertorie les différents membres de la famille Clary-Aldringen.
Ne doit pas être confondu avec Famille Clary (Marseille).
Pour les articles homonymes, voir Clary (homonymie).
La famille Clary und Aldringen ou Clary-Aldringen est l'une des principales familles princières des territoires héréditaires des Habsbourg, issue de la noblesse de Bohême.

## Origine

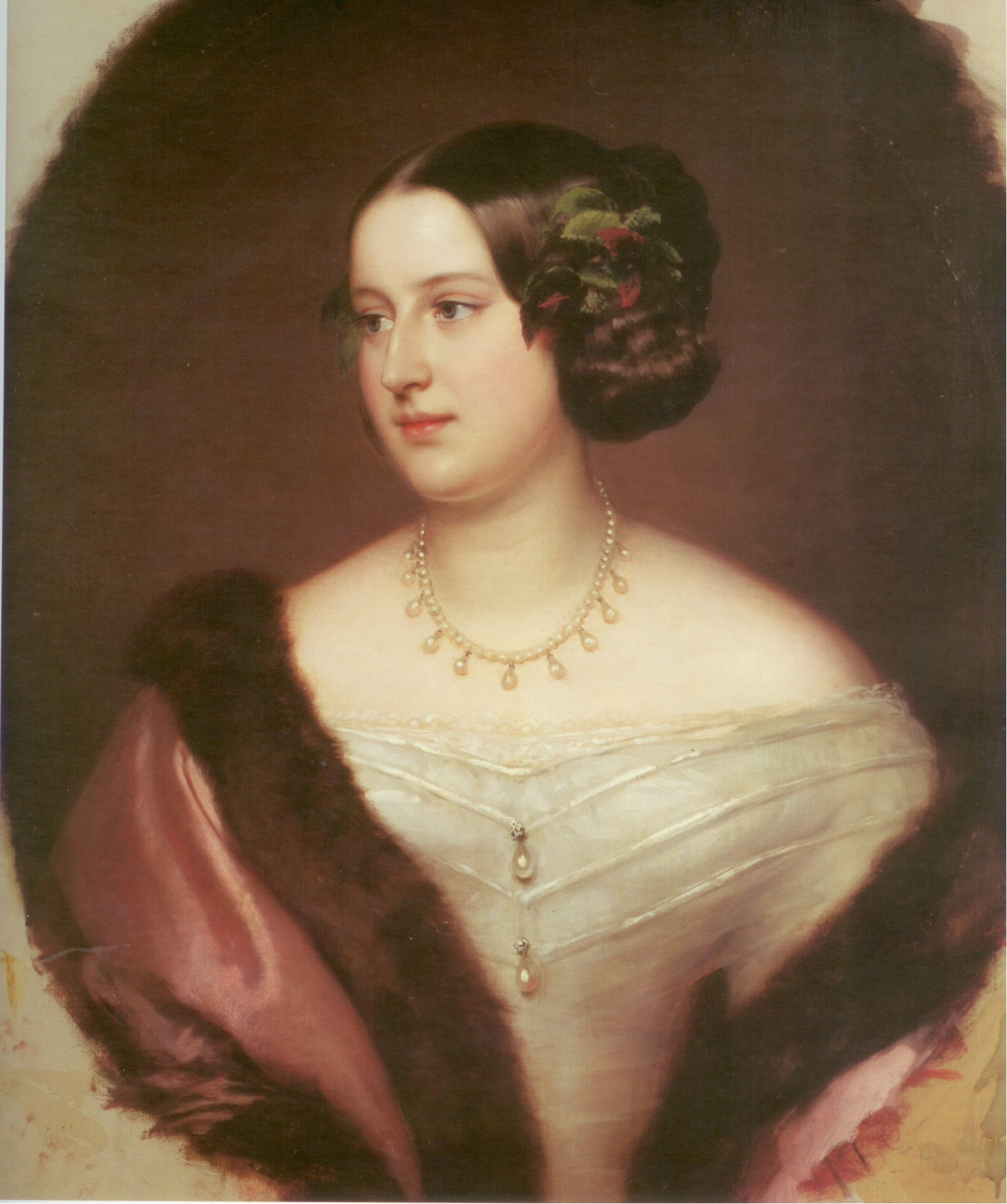
Portrait de SAS Elisabeth-Alexandrine de Ficquelmont, princesse Clary-und-Aldringen par Franz Schrocberg

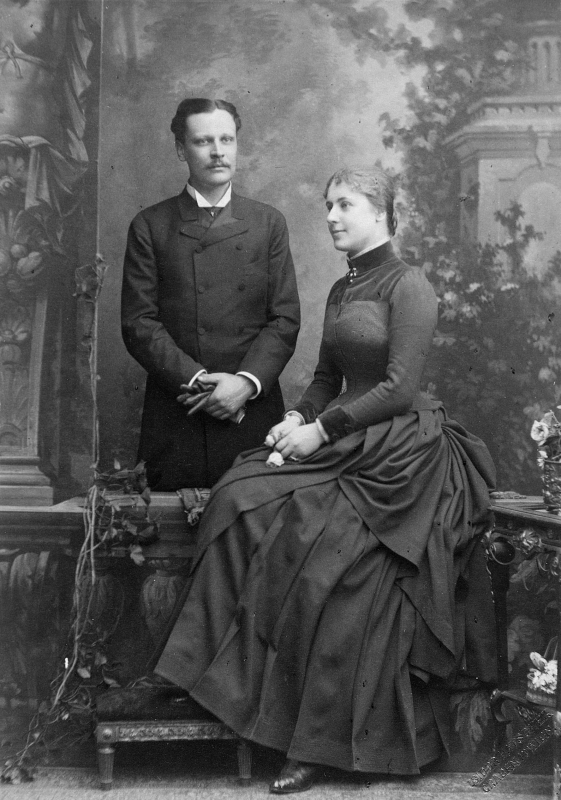
Le comte et la comtesse Manfred von Clary-Aldringen

Les princes de Clary et Aldringen, princes de Bohême, descendent de deux familles de la noblesse du Saint-Empire. D'une part la famille Clary, nobles du Nord de l'Italie, seigneurs de Riva del Garda, qui furent reçus dans la noblesse de Bohême dès le XIVe siècle. D'autre part les Aldringen, issus d'une famille de la noblesse catholique des Pays-Bas espagnols rangée aux côtés des Habsbourg à l'issue des bouleversements religieux de la Réforme.
En 1622, la comtesse Anna Maria von Aldringen, sœur et héritière du Reichsgraf Johann von Aldringen, commandant des armées autrichiennes durant la guerre de Trente Ans, épouse le comte Hieronymus von Clary, fils du seigneur de Bohême Franz von Clary. Leurs descendants sont autorisés, par décision impériale survenue en 1666, à relever les titres et armes des deux familles et portent dès lors le nom de Clary-und-Aldringen (Clary d'Aldringen ou Clary-Aldringen).

## Illustration

### Dans le Saint-Empire romain germanique et dans les territoires habsbourgeois
Les Clary-Aldringen furent l'une des plus grandes familles d'Autriche et de Bohême.
Leur ascension commence lorsque Franz von Clary quitte définitivement ses terres ancestrales du Haut-Adige pour s'installer dans le royaume de Bohême, où sa famille s'est déjà illustrée. En 1623, Franz acquiert des domaines aux environs d'Ústí nad Labem. Mais c'est son fils Hieronymus qui consolide le patrimoine familial. En effet, le frère de son épouse Anna, Johann, obtient en 1634 la propriété de la ville de Teplice, confisquée aux comtes Kinsky, et décède la même année sans héritiers directs autre qu'Anna. Malgré des luttes d'influence autour de ce domaine, les Clary-Aldringen se voient confirmés dans leurs possessions par l'Empereur Ferdinand, devenant ainsi les plus puissants nobles du nord de la Bohème.
Dès 1666, la famille est élevée au titre de comtes du Saint-Empire par l'empereur Léopold Ier et continue son ascension, se rendant maîtresse d'immenses seigneuries dans la province du Tyrol dont elle finit par diriger les États en 1693.
En 1767, le comte Wenzel von Clary und Aldringen, Trésorier impérial et conseiller privé de l'empereur Joseph II, est élevé au titre de prince du Saint-Empire et siège à la Diète d'Empire. Les membres de la famille Clary-und-Aldringen deviennent membres héréditaires du Reichsrat, le Conseil d'Empire autrichien. Les règles de primogéniture s'appliquent au titre de Prince/Fürst qui n'est porté que par les aînés, les cadets étant titrés Comte/Graf ou Comtesse/Grafin Clary und Aldringen. Le chef de la famille possède le prédicat d'Altesse Sérénissime.
Durant les guerres napoléoniennes, c'est au château des Clary-Aldringen qu'est installé le quartier général des trois alliés autrichien, prussien et russe. C'est ainsi qu'y est scellée la Sainte-Alliance qui sera formellement signée à Paris le 26 septembre 1815. En 1835, le roi Frédéric-Guillaume III de Prusse, l'empereur Nicolas Ier de Russie et l'empereur François Ier d'Autriche sont à nouveau leurs hôtes à Teplice. Les Clary-Aldringen recevront encore, en 1849, l'empereur François Joseph et les rois Frédéric-Guillaume IV de Prusse et Frédéric-Auguste II de Saxe puis, en 1860, l'empereur et le prince-régent Guillaume de Prusse.
La famille continue de s'illustrer au sein de l'élite politique de l'empire d'Autriche (« Hoher Adle 100 familien ») au cours du XIXe siècle avec le prince Siegfried (1848-1929), qui détient tour à tour les ambassades de Paris, Bruxelles, Saint-Pétersbourg, Stuttgart et Dresde, et son frère le comte Manfred (1852-1928), gouverneur impérial de Silésie autrichienne et de Styrie et ministre-président de l'empire d'Autriche en 1899.

### Aujourd'hui
Depuis 1945 et la nationalisation de leurs domaines tchèques par l’application des décrets Benes, la famille réside en Allemagne et en Italie où ils conservent de nombreux domaines, entre autres le palais Clary à Venise. Depuis mars 2007, le chef de la maison est le 9e prince Hieronymus von Clary und Aldringen (né en 1944).

## Membres notables
- le Reichsgraf Johann von Aldringen (1584-1634), commandant de l'armée autrichienne pendant la guerre de Trente Ans
- le prince Wenzel von Clary und Aldringen, premier prince Clary-und-Aldringen
- la princesse Elisabeth-Alexandrine von Clary-und-Aldringen, née comtesse de Ficquelmont, épouse d'Edmund, quatrième prince von Clary-und-Aldringen et fille du comte Charles-Louis et de la comtesse Dorothea de Ficquelmont, née Tiesenhausen
- le prince Siegfried von Clary-Aldringen (1897-1920), l'un des principaux diplomates austro-hongrois de son temps et fils de la précédente
- le comte Manfred von Clary-Aldringen (1852-1928), homme d'État austro-hongrois, gouverneur de Silésie autrichienne puis de Styrie, ministre-president de Cisleithanie en 1889 et frères du précédent

## Place
Les principales résidences de la famille princière sont :
- Le château de Teplitz, siège historique de la famille au nord-ouest de la Bohème, non loin des confins avec la Saxe;
- Le palais Mollard-Clary de Vienne, ancien siège viennois de la famille;
- Le palais Clary-Aldringen de Prague, ancienne résidence praguoise de la famille;
- Le Palais Clary à Venise sur les Zattere, résidence de l'actuel prince;
- Le château d'Herrnau à Salzbourg; actuelle résidence de la branche cadette.

Les princes Clary-Aldringen firent également bâtir l'église de l'Immaculée Conception à Dubi sur le modèle de l'église vénitienne Santa Maria dell'Oro afin qu'elle leur serve de lieu de sépulture.

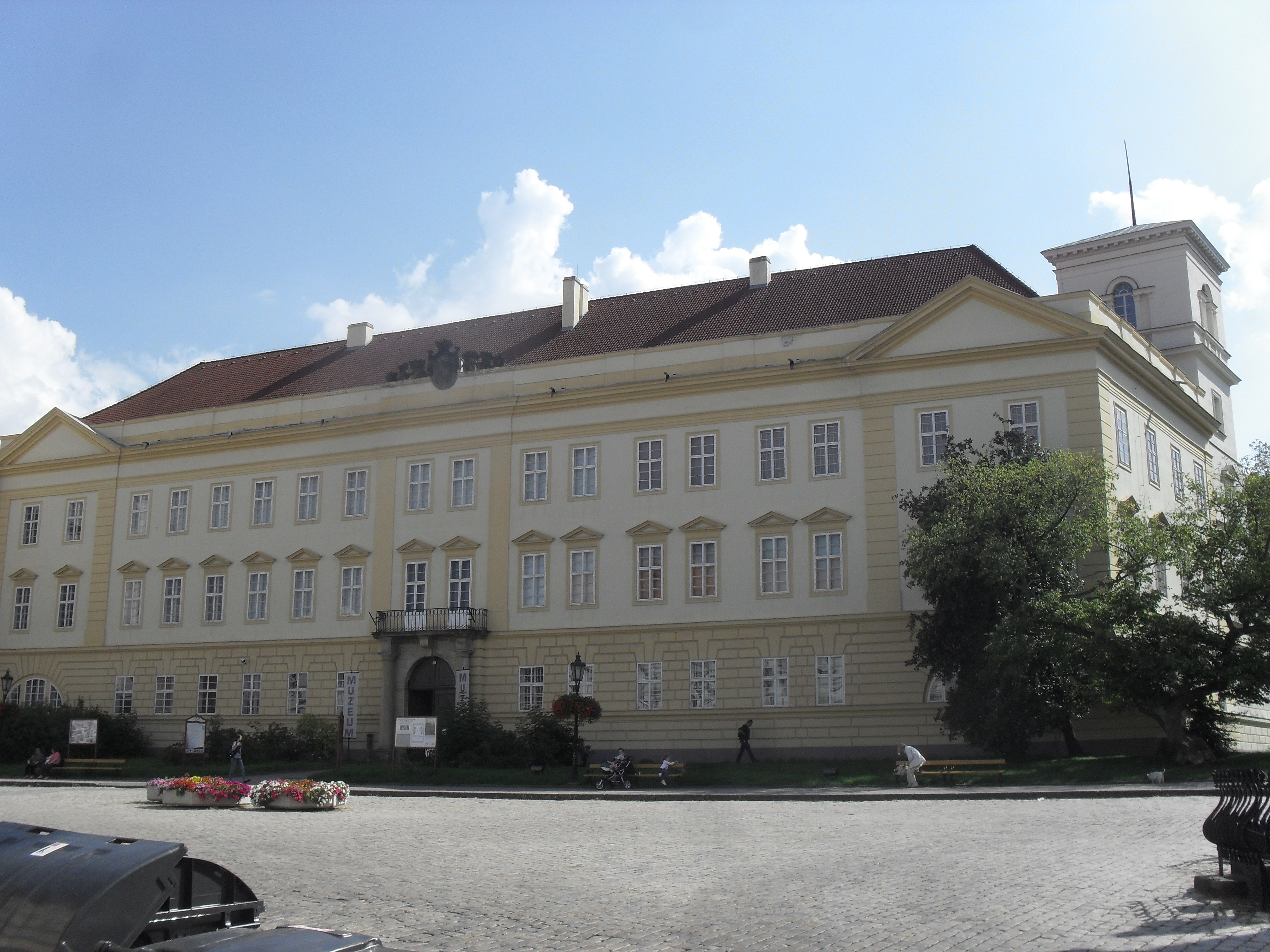
Le château des Clary-und-Adringen, Teplice
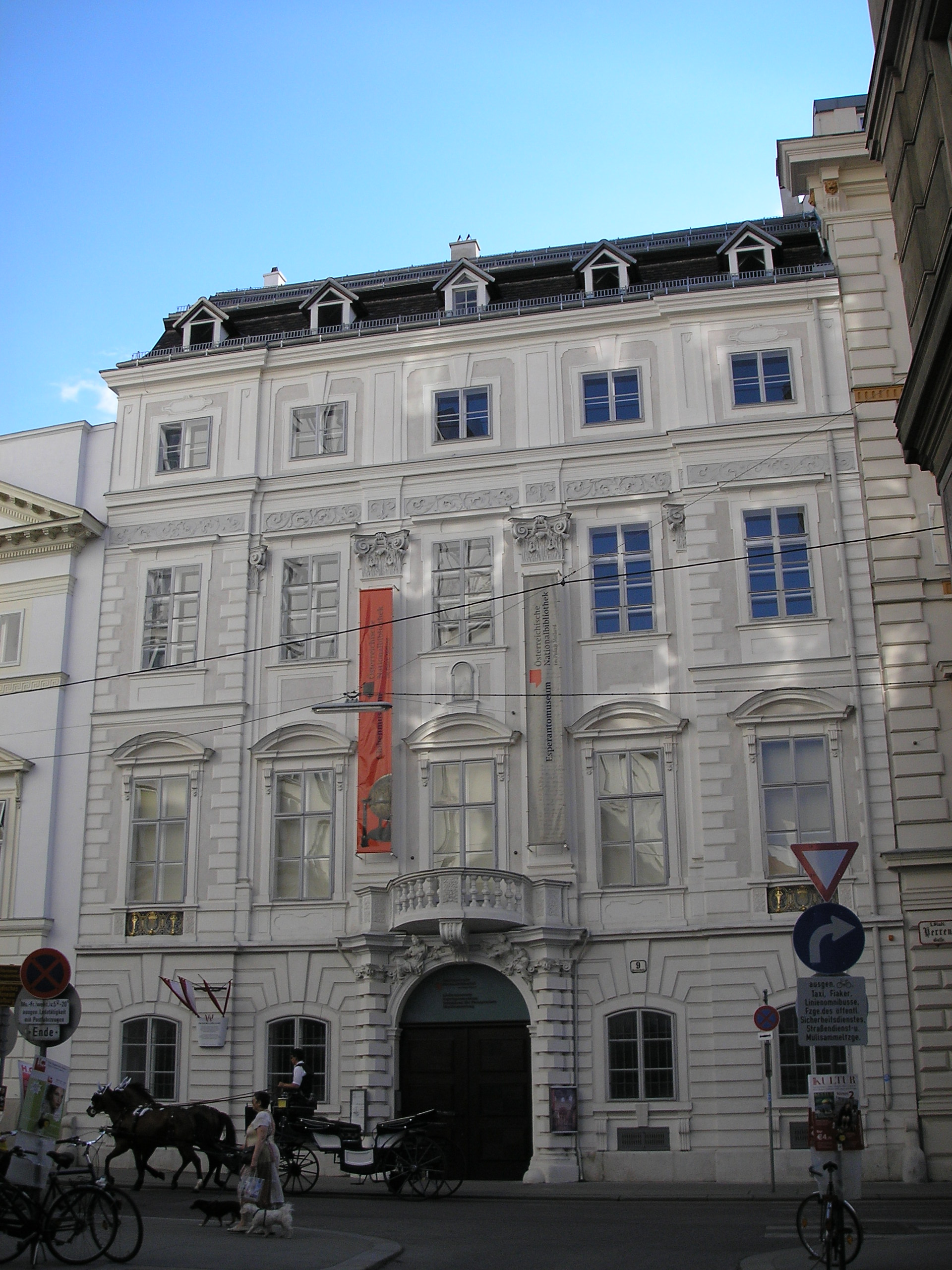
Le palais Clary-Aldringen de Vienne
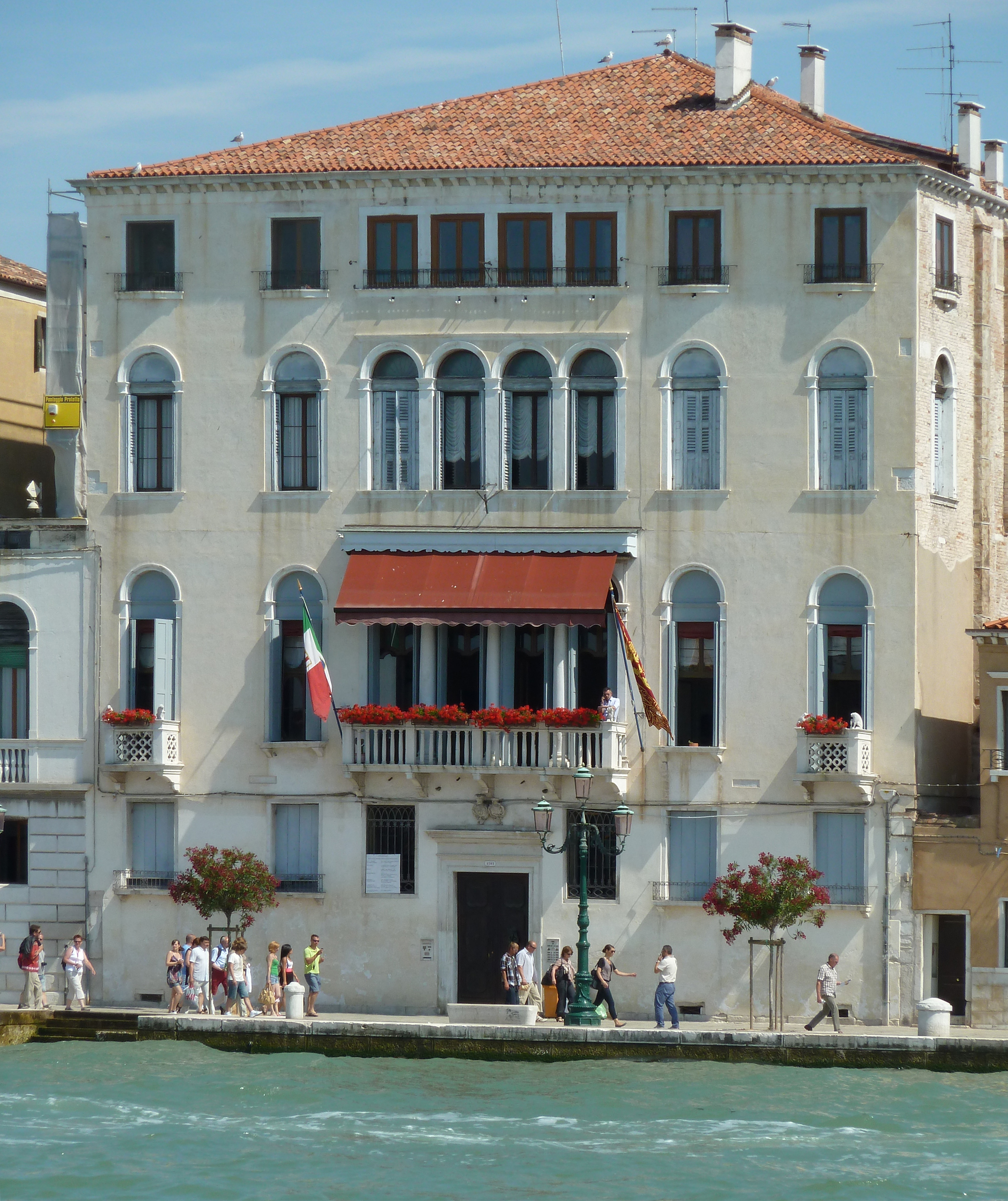
Le Palais Clary à Venise
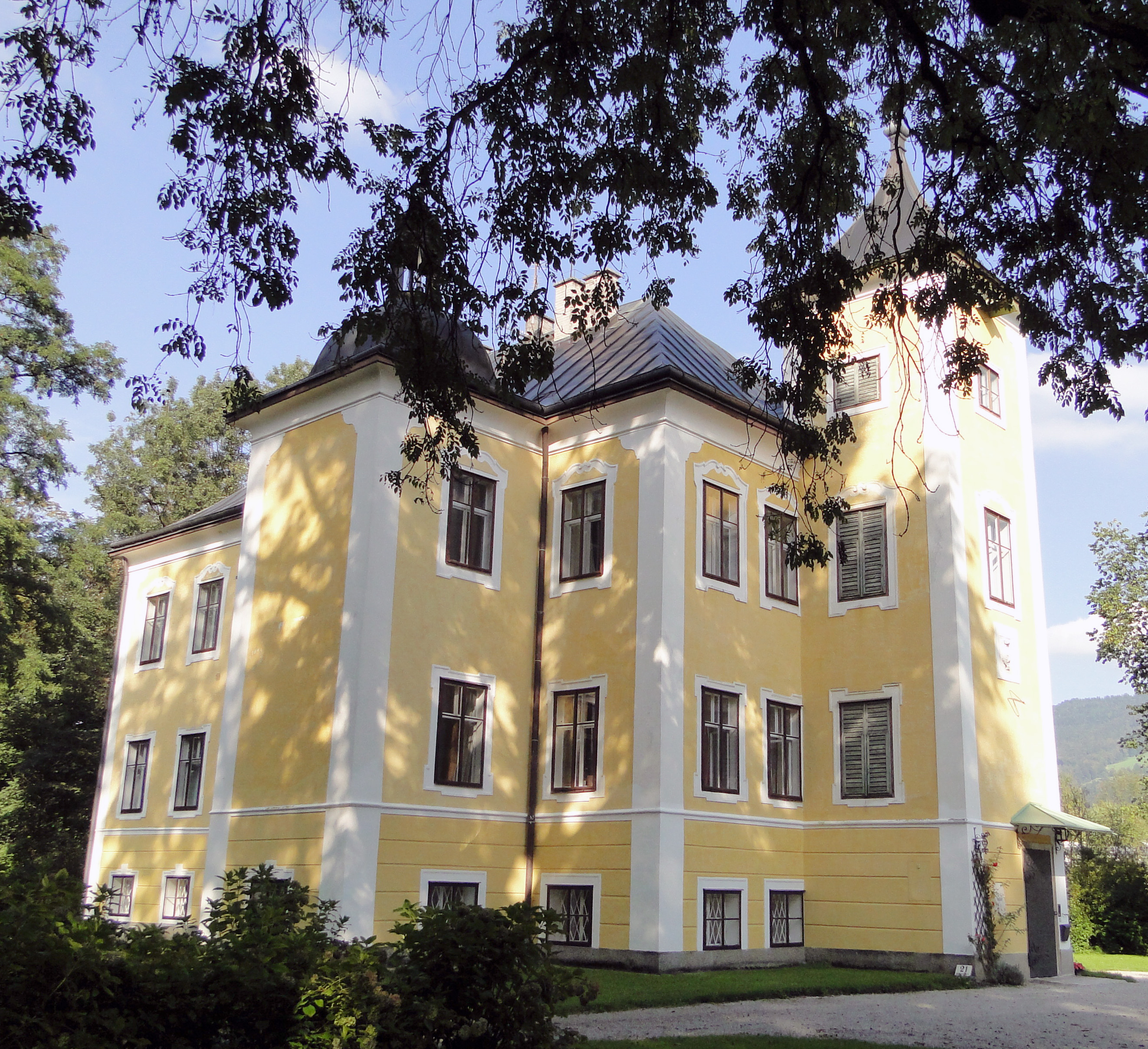
Le château d'Herrnau à Salzbourg

## Alliances
Les Clary-und-Aldringen sont liés aux familles Glam Gallas, Mensdorff-Pouilly, Radziwill, Ficquelmont, Pejácsevich, Baillet-Latour, Kinský, Stromberg, Donnersmarck, etc.

## Pour approfondir